# The Stone Roses (album)
Az 1989-es The Stone Roses a The Stone Roses debütáló nagylemeze. Bebiztosította az együttes megítélését a kritikusok körében, és még mindig van, aki minden idők egyik legfontosabb albumának tartja.
Bár az együttes nem tartotta magát a madchester mozgalom tagjának, a debütálásuk nemzeti sikert hozott a legtöbb madchester-együttesnek. 1989-ben a kritikák kedvezőek voltak, az albumot minden idők egyik legjobb brit albumának tartják. 1997-ben a "Music of the Millennium" felmérés során minden idők 2. legjobb albuma lett, míg 1998-ban a Q magazin olvasói minden idők 4. legjobb brit albumának nevezték, 2000-ben a magazin a 29. helyet adta neki ugyanezen a listán. 2006-ban 5. lett a Q magazin "a '80-as évek 40 legjobb albuma" listáján. Minden idők 500 legjobb albumának listáján 497. lett. Szerepel az 1001 lemez, amit hallanod kell, mielőtt meghalsz című könyvben.

## Az album dalai
|     | Cím                             | Szerző(k)              | Hossz |
| --- | ------------------------------- | ---------------------- | ----- |
| 1.  | I Wanna Be Adored               | Ian Brown, John Squire | 4:52  |
| 2.  | She Bangs the Drums             | Brown, Squire          | 3:42  |
| 3.  | Waterfall                       | Brown, Squire          | 4:37  |
| 4.  | Don't Stop                      | Brown, Squire          | 5:17  |
| 5.  | Bye Bye Badman                  | Brown, Squire          | 4:00  |
| 6.  | Elizabeth My Dear               | Brown, Squire          | 0:59  |
| 7.  | (Song For My) Sugar Spun Sister | Brown, Squire          | 3:25  |
| 8.  | Made of Stone                   | Brown, Squire          | 4:10  |
| 9.  | Shoot You Down                  | Brown, Squire          | 4:10  |
| 10. | This Is the One                 | Brown, Squire          | 4:58  |
| 11. | I Am the Resurrection           | Brown, Squire          | 8:12  |

## Közreműködők

### Zenészek
- John Squire – gitár, festmények
- Ian Brown – ének
- Mani – basszusgitár
- Reni – dob, háttérvokál, zongora a She Bangs The Drums-on

### Produkció
- John Leckie – producer, keverés (az Elephant Stone-on)
- Peter Hook – producer (az Elephant Stone-on)
- Paul Schroeder – hangmérnök

## Fordítás
Ez a szócikk részben vagy egészben a The Stone Roses (album) című angol Wikipédia-szócikk ezen változatának fordításán alapul.  Az eredeti cikk szerkesztőit annak laptörténete sorolja fel. Ez a jelzés csupán a megfogalmazás eredetét és a szerzői jogokat jelzi, nem szolgál a cikkben szereplő információk forrásmegjelöléseként.